# سردر و حمام شجاع لشکر
سردر و حمام شجاع لشکر مربوط به دوره قاجار است و در سنندج، امام خمینی، کوچه یمین لشکر واقع شده و این اثر در تاریخ ۱۳۷۹/۰۸/۱۶ با شمارهٔ ثبت ۲۸۲۹ به‌عنوان یکی از آثار ملی ایران به ثبت رسیده است.